# Tokunagaia oleantoni
Tokunagaia oleantoni är en tvåvingeart som beskrevs av Makarchenko 2007. Tokunagaia oleantoni ingår i släktet Tokunagaia och familjen fjädermyggor.
Artens utbredningsområde är Kamtjatka. Inga underarter finns listade i Catalogue of Life.